# Neoclypeodytes leachi
Neoclypeodytes leachi är en skalbaggsart som först beskrevs av John Henry Leech 1948.  Neoclypeodytes leachi ingår i släktet Neoclypeodytes och familjen dykare. Inga underarter finns listade i Catalogue of Life.